# Gil Semedo
Gil Semedo Moreira (Santa Catarina, 25 de outubro de 1974) é um cantor cabo-verdiano radicado nos Países Baixos.

## Biografia
Nasceu na ilha de Santiago, em Cabo Verde, e emigrou aos seis anos para os Países Baixos. Apareceu pela primeira vez na televisão neerlandesa quando tinha quinze anos, participando como calouro no programa Sound Mix Show de Henny Huisman e chegou até às finais como imitador de seu ídolo, Michael Jackson. Depois disso, seguiu seu próprio caminho como artista, construindo uma carreira como cantor, compositor e entertainer. 
A combinação do som e da apresentação inspirada em Michael Jackson, misturada com a sua bagagem musical afro-caribenha, permitiu que ele criasse um novo e único estilo musical que ele batizou de: ‘Caboswing’, música pop dançante de Cabo Verde.
Desde 1991, Gil lançou álbuns. Os seus discos de platina e ouro com sucessos incontáveis como: Sweet Honey, Maria Julia, Nos líder, Moda bitchu etc. venderam mais de 500.000 exemplares. Muitas pessoas se inspiraram na sua música agitada e o seguem o caminho que ele traçou. Semedo foi rebatizado como o ‘Rei do Pop’ do Cabo Verde.
Nos países africanos de língua Portuguesa, ele atraiu, diversas vezes, mais de 60.000 pessoas aos seus espetáculos. Durante as suas digressões por África, Estado Unidos e diversos países na Europa, ele encheu estádios. 
O outro lado do sucesso é que Gil, por causa de uma vida estressante, teve uma queda dramática de 8 andares, a qual ele milagrosamente sobreviveu. Mesmo tendo perdido parte da perna esquerda, o acidente não tirou dele a vontade de viver, nem a sua maior paixão: música e dança. Ele reencontrou o caminho para unir a pessoa e o artista dentro dele. Na sua música, ele canta sobre as lições da vida e as conquistas que o levaram ao ponto onde se encontra. A sua fé, o seu otimismo e a sua força são a inspiração para milhares de pessoas em todo o mundo. 
Em 2008 ele mostra mais uma vez o seu pioneirismo e demonstra com o álbum ‘Cabopop” como a música pop do Cabo Verde pode ser versátil como estilo musical, que abraça também a música tradicionalmente acústica. ‘Cabopop’ também carrega o nome de uma organização social que ele criou com colegas neerlandeses por reconhecer os interesses sociais. Esta organização tem como objetivo unir talentos do Cabo Verde com a música, a arte e a cultura de lá e promover isto em grande escala através da transmissão de todo o conhecimento e experiência às novas gerações. 
Nos últimos anos da década de 2000, ele celebrou o fim de seu primeiro capítulo: 18 anos de carreira, a idade que simboliza a maturidade. A partir de outubro de 2009 ele deu uma série de concertos que mostraram os seus 18 anos de carreira em som e imagem. Durante estes espetáculos, ele prestou uma homenagem ao seu ídolo já falecido Michael Jackson. Também durante este período foram oferecidos de graça pela internet remixes dos seus inesquecíveis sucessos. Com isto a estrela fecha o seu primeiro capítulo festejando e preparando o seu público para o novo capítulo.

## Vida pessoal
Ele nasceu em Chã de  Tanque-Assomada, filho de pais cabo-verdianos, ainda hoje mora nos Países Baixos com a sua mãe sendo o seu pai já falecido. Ele é o caçula de 7 filhos, dentre eles o também cantores, Vadu Semedo e Belmiro Semedo.
Gil Semedo esteve recentemente casado e daí nasceu a sua primeira e única filha, chamada Melodia.

## Discografia
- Menina (1991)
- Caboswing (1993)
- Separadu (1994)
- Énfrento O Bicho (VHS Video 1994)
- Doom Da Da Doom(single 1995)
- Verdadi (1995)
- Bodona (1997)
- Exitos (VHS Video 1997)
- Nos Lider (1999)
- Best Of Gil (2001)
- Dedicaçon (2002)
- Sweet Honey (single 2004)
- Nha Vitoria (single 2006)
- Nha Vitoria (2006)
- Angola Sempre a Subir (single 2006)
- Alem Do Sonho (DVD 2007)
- Best Of Love (2007)
- Cabopop (2008)
- Sempri Lider (2011)

## Ligação externa
- Site oficial